# خوان ایگناسیو دوما
خوان ایگناسیو دوما (انگلیسی: Juan Ignacio Duma؛ زادهٔ ۸ دسامبر ۱۹۹۳) بازیکن فوتبال اهل آرژانتین است.
از باشگاه‌هایی که در آن بازی کرده‌است می‌توان به باشگاه فوتبال اونیورسیداد شیلی اشاره کرد.